# Tribunal (metrostation)
Tribunal is een metrostation in het stadsdeel Centro van de Spaanse hoofdstad Madrid  dat werd geopend op 17 oktober 1919. 

## Geschiedenis
Het station is een van acht stations die deel uitmaakten van het initiële deel van de eerste Madrileense metrolijn. Deze metrolijn werd op 17 oktober 1919 geopend door Koning  Alfonso XIII. Destijds waren de perrons 60 meter lang, hetgeen voldoende was voor de gebruikte metrostellen met drie bakken. In 1947 lag er een plan van de gemeente Madrid om een voorstadslijn, de zogeheten F.C. Suburbano de Carabanchel a Chamartín de la Rosa (FCS), aan te leggen  tussen de stad en de zuidelijke voorstad Carabanchel. Zoals de naam al zegt zou het noordelijke eindpunt in Chamartin komen, maar dat werd Plaza de España nadat het project was overgenomen door de Staat.
De FCS werd in 1961 geopend en in 1962 werd het tracé onder binnenstad langs Tribunal verder uitgewerkt. In de jaren 60 van de 20e-eeuw werden de perrons verlengd tot 90 meter en tegelijk werd de ondergrondse stationshal gebouwd die sinds 1981 door beide lijnen wordt gebruikt. Het deel van de FCS tussen Plaza de España en Alonso Martínez werd pas op 18 december 1981 geopend. Op dezelfde dag werd de FCS onderdeel van het metrobedrijf en in het metronet kreeg de lijn het nummer 10. 
In 1995 werd begonnen met een project om lijn 10 ten noorden van  Alonso Martínez door te trekken en samen te voegen met de in 1982 geopende lijn 8. Zodoende werd het in 1947 beoogde traject alsnog gerealiseerd. Zowel lijn 1 als de FCS waren gebouwd voor klein-profielmaterieel, maar de bouw van de metrosur en de wens om deze te verbinden met de rest van het metronet was aanleiding om lijn 10 om te bouwen naar groot-profiel. Nadat op 22 januari 1998 de samenvoeging gereed was werd het oudere deel van lijn 10, waaronder de perrons bij Tribunal, geschikt gemaakt voor groot-profielmaterieel en sinds 22 oktober 2002 wordt de dienst op lijn 10 onderhouden met groot-profielmaterieel.    
Op 3 juli 2016 werden de perrons van lijn 1 van het station gesloten vanwege werkzaamheden tussen de stations Plaza de Castilla en Sierra de Guadalupe. Deze werkzaamheden omvatten het waterdichtmaken en versterken van de tunnel, de oudste van het Madrileense net, door cementinjecties en betonnen steunen met steunnetten. Daarnaast werd de rijdraad vervangen door een stroomrail aan het plafond en werden de stationsvoorzieningen opgeknapt en uitgebreid. Deze werkzaamheden werden op 12 november 2016 afgerond en op 13 november 2016 werd de metrodienst op lijn 1 tussen de stations Cuatro Caminos en Atocha Renfe, en daarmee bij Tribunal, hervat.
Op 1 april 2017 kwam een einde aan de beperkte openingstijden waarbij het station, net als meerdere andere metrostations in verband met personeelstekort, om 21:40 uur dicht ging.
Op 26 juli 2019 werd tijdens renovatiewerkzaamheden in een gang naar de perrons van lijn 10 een vezelcementplaat  met asbest aangetroffen. De perrons van deze lijn 10 werden daarom tijdelijk gesloten en de metro's reden zonder te stoppen door het station. Nadat het asbest was verwijderd werd op 28 juli de normale metrodienst werd hervat.
Op 22 maart 2021 werden na bijna drie jaar werk 7  liften in gebruik genomen; een tussen de straat en de stationshal, twee tussen de stationshal en de verdeelhal, en vier tussen de verdeelhal en elk van de perrons, waardoor het station geheel rolstoeltoegankelijk werd.

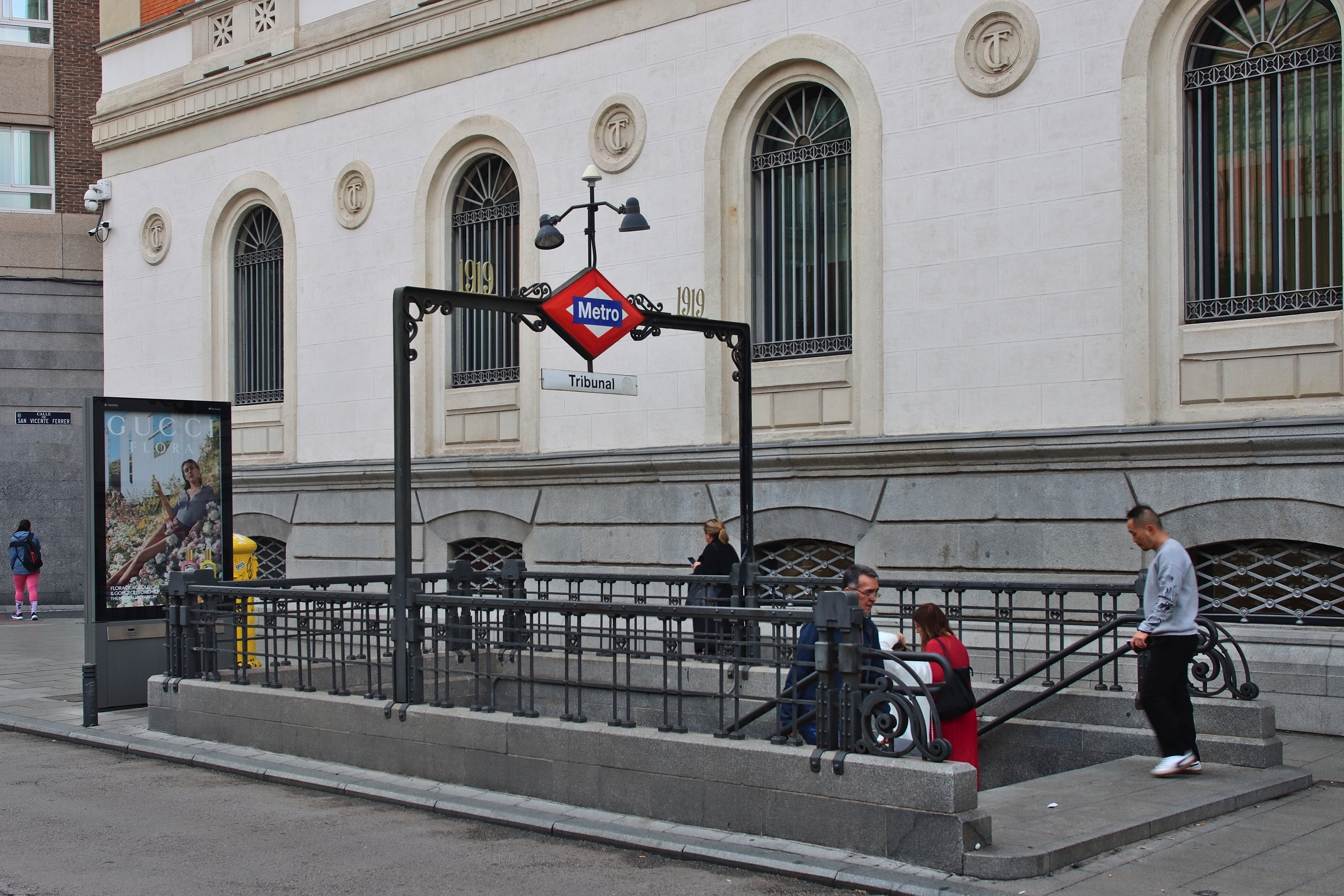
De toegang uit 1919 voor de gevel van het rekenhof
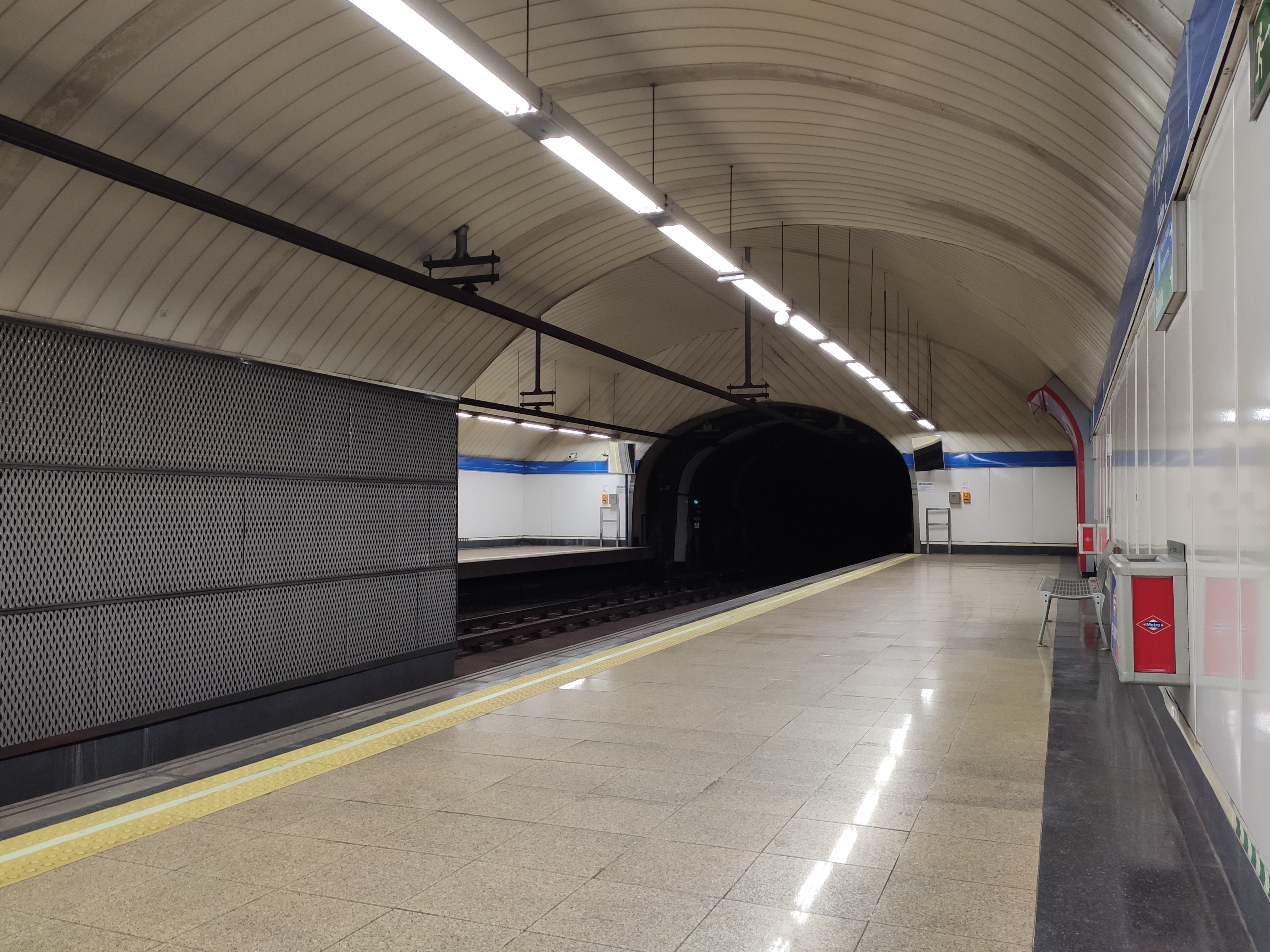
De sporen en perrons van lijn 10, met scheidingswand

## Ligging en inrichting
Het station ligt onder de Calle de Fuencarral, op de kruising met de Calle Barceló, in het stadsdeel Centro, in de universiteitswijk. De hoofdingang uit de jaren 60 ligt bij het kruispunt, de toegang uit 1919 ligt voor de gevel van het Spaanse rekenhof (Tribunal de Cuentas del Reino) waar het station zijn naam aan dankt.
Beide lijnen hebben een enkelgewelfdstation met zijperrons, als bijzonderheid heeft lijn 10 echter, over bijna de hele lengte, een scheidingswand tussen de beide sporen. Deze constructie is op het metronet verder alleen toegepast op de stations Alonso Martínez, Gran Vía en Chueca aan lijn 5; Conde de Casal aan lijn 6 en Alonso Martínez aan  lijn 10. De perrons van lijn 1 liggen onder de  Calle de Fuencarral, die van lijn 10 liggen daar haaks op onder de bebouwing ten westen van de Calle de Fuencarral in het verlengde van de Calle Barceló. 